# On voulait tout casser
Pour plus de détails, voir Fiche technique et Distribution.
On voulait tout casser est un film français réalisé par Philippe Guillard et sorti en 2015.

## Synopsis
Cinq hommes, compères depuis une trentaine d'années, ayant renoncé à un rêve d'adolescence, découvrent un jour que le plus assagi part faire le tour du monde en bateau. En découvrant ce que cache cette décision, cela réveille leurs vieux rêves, ceux de l'époque où ils voulaient tout casser.

## Fiche technique
- Titre original : On voulait tout casser
- Réalisation : Philippe Guillard
- Scénario : Philippe Guillard
- Photographie : Ludovic Colbeau-Justin
- Son : Antoine Deflandre
- Musique : Maxime Lebidois & Roméo Guillard
- Supervision musicale : My Melody
- Décors : Jérémy Streliski
- Producteurs : Cyril Colbeau-Justin, Jean-Baptiste Dupont et Sidonie Dumas
- Sociétés de production : Gaumont, LGM Productions, TF1 Films Production, Cinémage 5, Cofinova 7, Chaocorp Films, Nexus Factory, uMedia, uFund
- Distributeur : Gaumont Distribution
- Pays de production :  France
- Genre : comédie
- Date de sortie : France - 3 juin 2015[1]
- Budget : 9,38 M€
- Box-office France : 194 859 entrées

## Distribution
- Kad Merad : Kiki
- Charles Berling : Bilou
- Benoît Magimel : Gérôme
- Vincent Moscato : Tony
- Jean-François Cayrey : Pancho
- Anne Charrier : Hélène, la femme de Pancho
- Elsa Mollien : Sarah, aimée par Bilou
- Emma Colberti : Alice Backer
- Caroline Vigneaux : Anne-Marie, une rencontre de Tony
- Jules Ritmanic : le fils de Tony
- Abbes Zahmani : Monsieur Decazeville
- Marc Robert : l'employé Pôle emploi
- Quentin de Palézieux : le libraire
- Arnaud Maillard : le commissaire de police, père de Léo
- Mathilde Lebrequier : Solange
- Bénédicte Dessombz : Isabelle
- Jean-Marie Lecoq : M. Lecarpentier
- Laurent Hennequin : Max
- Cécile Belin : Alex
- Serge Biavan : José, le médecin de Kiki
- Christian Mulot : Vendeur accastillage
- Laurent Olmedo : Le forain
- Alexandra Jussiau : La femme du forain
- Alain Sevellec : Le mec furieux
- Valérie Even : La femme aux oiseaux
- Sidwell Weber : Lisa
- Jules Houplain : Luis
- Lounès Lebrun : Diego
- Manon Lauvergeat : Alison
- Sophie Lamaison de Palézieux : Libraire
- Rémy Roubakha : Le policier arrestation Pancho
- Valentin Rousset-Baup : Léo
- Romane Portail : La femme en double file
- Joffrey Platel : Manu, l'amant de Sarah
- François-Marie Nivon : Le livreur